# Goodenia purpurascens
Goodenia purpurascens är en tvåhjärtbladig växtart som beskrevs av Robert Brown. Goodenia purpurascens ingår i släktet Goodenia och familjen Goodeniaceae. Utöver nominatformen finns också underarten G. p. minima.